# Senale–San Felice
Senale–San Felice, németül: Unsere Liebe Frau im Walde-St. Felix, település Olaszországban, Bolzano autonóm megyében. Lakosainak száma 774 fő (2023. január 1.). Senale–San Felice Appiano sulla Strada del Vino, Borgo d'Anaunia, Nalles, San Pancrazio és Tesimo községekkel határos.

## Népesség
A település népességének változása:

| 2018 | 769 |
| 2023 | 774 |